# Hřbitov v Lidicích (starý)
Starý hřbitov v Lidicích je původní lidický hřbitov, jehož pozůstatky se nacházejí v areálu pietního území Památníku Lidice. Hřbitov byl spolu s celou vsí zlikvidován nacisty v červnu 1942. Některé náhrobky byly po válce na místo vráceny, již se zde nepohřbívá. Jako součást areálu Lidic je kulturní památkou.

## Historie

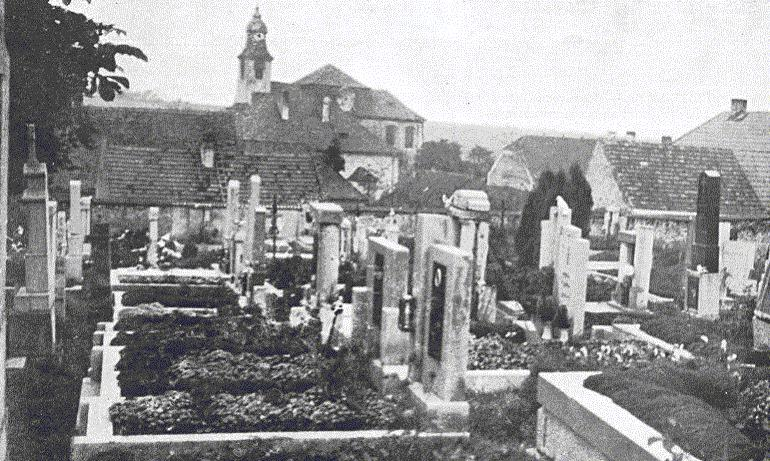
Hřbitov na dobové fotografii

Nejstarší lidický hřbitov se nacházel v bezprostřední blízkosti kostela svatého Martina. Když svému účelu již nestačil, vzniklo nedaleko na návrší v jižní části vesnice, u silnice do obcí Hřebeč a Běloky, nové pohřebiště. Na hřbitově byli pohřbívání nejen lidičtí občané, ale také obyvatelé Makotřasů, Hřebče a Bělok. Stín na hřbitově poskytovaly vzrostlé olivovníky.

## Zničení hřbitova
Přestože se ukázalo, že Lidice nemají s atentátem na Heydricha nic společného, Karl Hermann Frank na Heydrichově pohřbu 9. června 1942 v Berlíně předložil Hitlerovi svůj plán a obratem k němu dostal souhlas. Lidice měly být vyhlazeny, zlikvidovány a tento hrůzný plán se naplnil 10. června 1942.

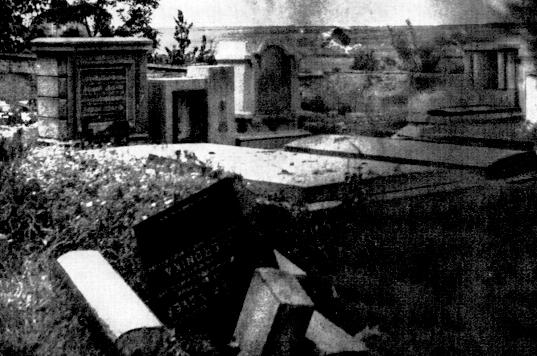
Poničené náhrobky lidického hřbitova v roce 1942

Nacisté se nezastavili ani před zničením kostela a hřbitova. Již 11. června 1942 byla v Lidicích nasazena říšská pracovní služba Reichsarbeitsdienst (RAD). Byla vybudována úzkorozchodná dráha, aby se likvidace urychlila. Postupně bylo vypleněno 60 hrobek, 140 velkých rodinných hrobů a na 200 jednotlivých hrobů. Nejdříve byly povaleny pomníky, potom náhrobní kameny a nakonec byly z hrobů vyprošťovány rakve, ze kterých důstojníci RAD vybírali zlaté zuby a šperky. S nalezenými lebkami hráli příslušníci RAD fotbal a pro zábavu sestavovali z lidských ostatků objekty pro fotografování. Náhrobní kameny a pomníky byly odvezeny do Prahy na stavbu kasáren ve Veleslavíně.

## Současnost
Plocha hřbitova je dnes ponechána volně bez ohrazení. Na místě se dochoval malý zbytek původní ohradní zdi. Prostor hřbitova vyplňují ostrůvky s porosty bergénií a jednoduchými kříži. Některé náhrobky byly po válce objeveny a byly sem vráceny. Naproti hřbitovu byl založen nový lidický hřbitov sloužící k potřebám nové obce.

## Galerie

Pohled na hřbitov se zbytkem původní ohradní zdi, za silnicí viditelná brána nového lidického hřbitova
Ostrůvky s porosty bergénií
Některé hroby mají i obnovené nápisy se jmény
Jeden z mála kamenných náhrobků
Pohled na hřbitov s viditelným památníkem v dáli
Jeden z kamenných pomníků
Pohled na hřbitov
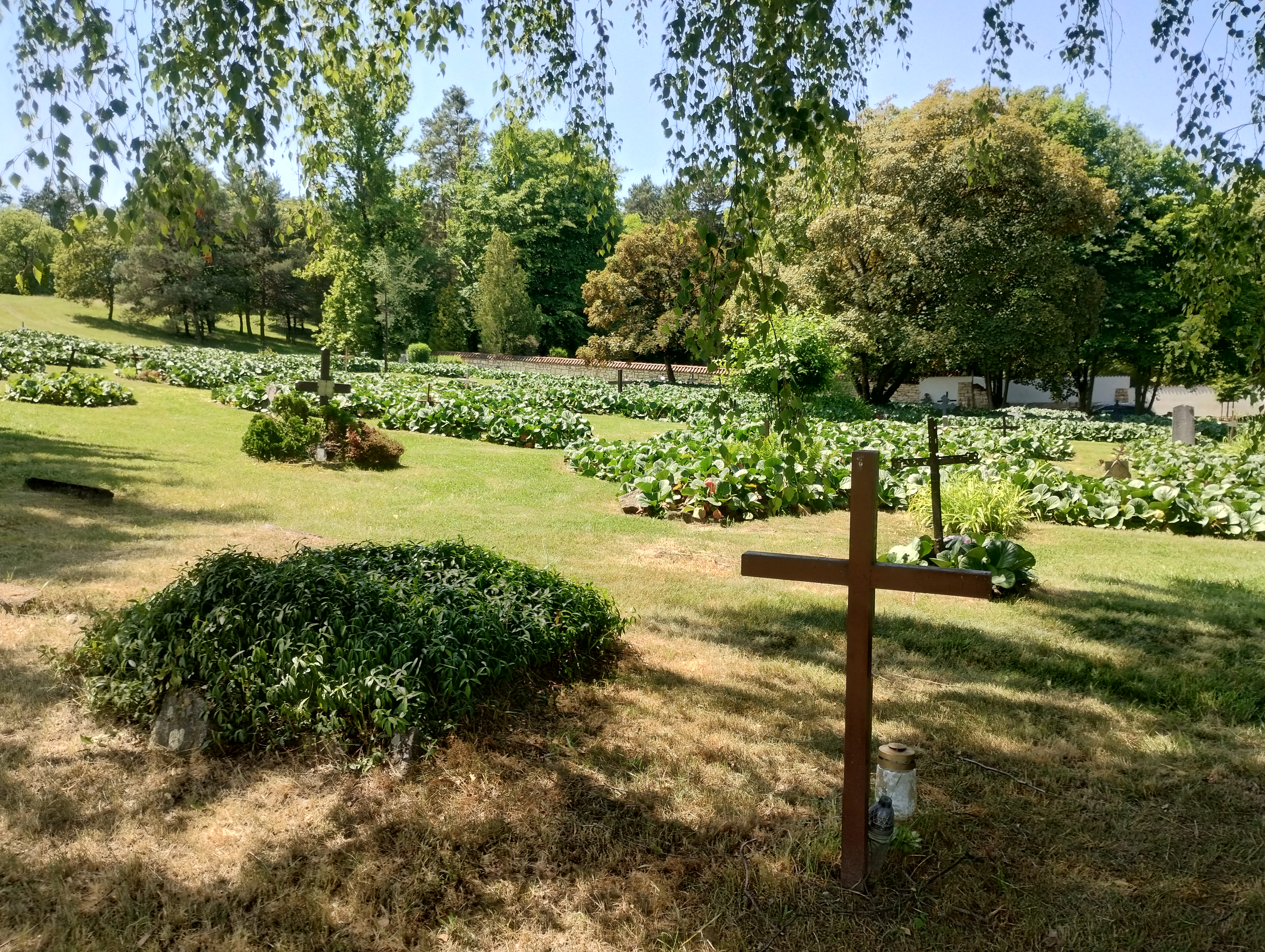
Dřevěné kříže
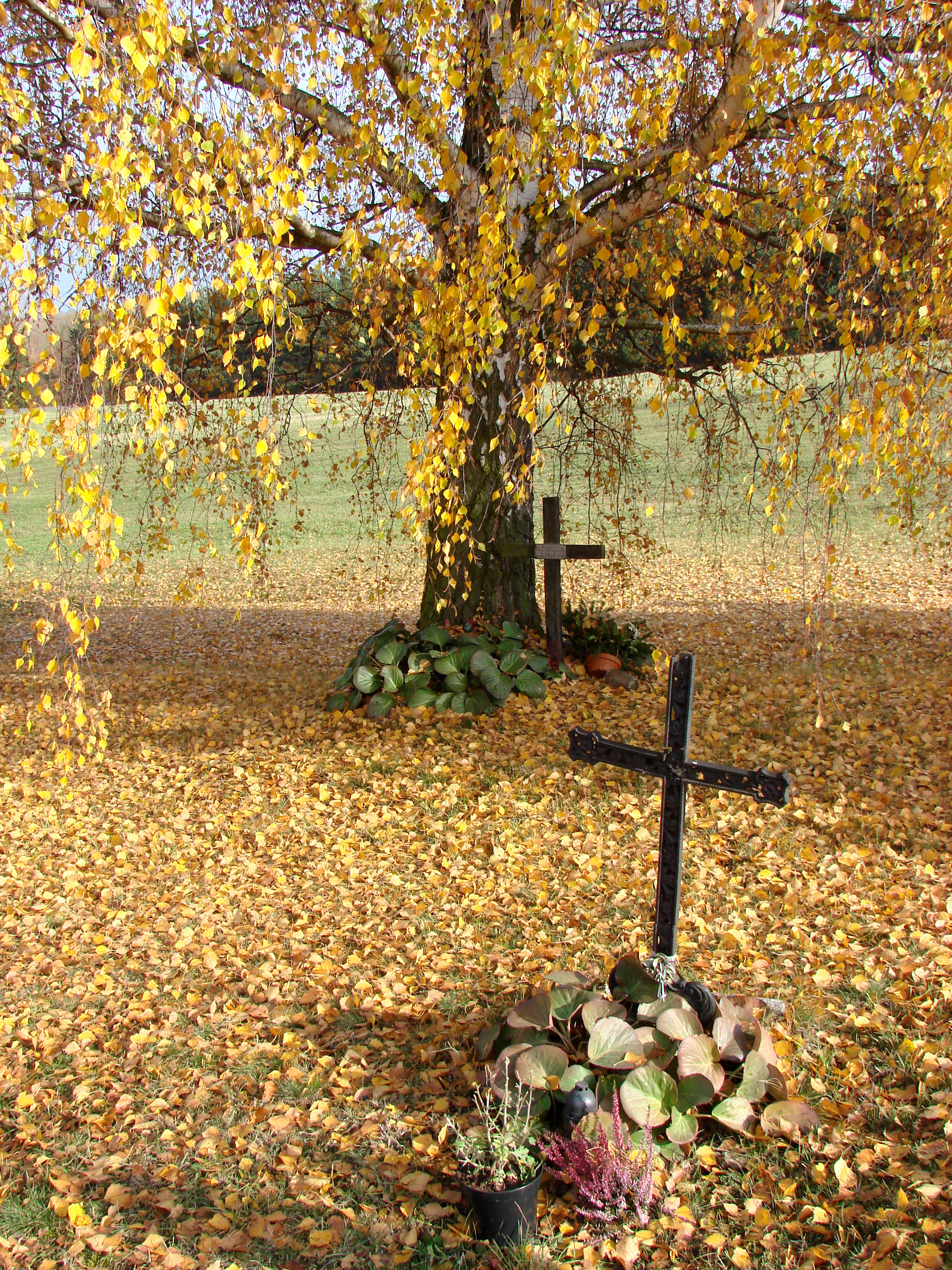
Podzimní atmosféra hřbitova